# 호재
호재(胡才, ? ~ ?)는 중국 후한 말의 장군이다. 본래 백파적이었는데 어려움에 처한 황제 호위에 공을 세워 관직을 받았다.(헌제 탈출전) 중앙으로 진출하지 않고 하동군에 그대로 남았다.

## 생애
백파적(白波賊)이었다. 195년(흥평 2년) 11월(음력, 이하 모두 음력), 장안을 나와 동쪽으로 향하던 헌제 일행은 여러 사건으로 인해 이각, 곽사, 장제의 습격을 받았다. 이를 호위하던 흥의장군(興義將軍) 양봉과 안집장군(安集將軍) 동승은 큰 피해 끝에 간신히 조양간(曹陽澗)에 닿아서는 하동군에 있던 옛 백파적 이락, 한섬, 호재, 그리고 남흉노의 거비(去卑)에게 구원을 청했다. 이에 힘을 합쳐 이각 등을 물리치고 수천 명을 참수하였다.
섣달, 다시 추격해온 이각 등에게 대패해 많은 이가 죽고 홍농군 섬현(陝縣)까지 내몰렸다. 호분(虎賁)과 우림(羽林)은 채 백 명도 남지 않았다. 어쩔 수 없이 십여 장(丈) 높이의 강안 절벽을 내려가더라도 야음을 틈타 황하를 건너기로 하였다. 혹자는 기어 내려오다가 혹자는 뛰어내리다가 죽거나 다쳤으며, 가까스로 내려온 자들은 저마다 배에 오르려 발버둥 쳤다. 동승과 이락이 매달린 손가락들을 내리쳐서야 배가 겨우 나아갈 수 있었다. 잘린 손가락들이 나뒹굴고, 동사하거나 익사한 이들도 허다하여 그 참혹함은 이루 형언할 수가 없었다. 비록 수십 인밖에 남지 않았지만 마침내 하동군 대양현(大陽縣)을 거쳐 안읍현(安邑縣)에 당도하였다. 하내태수 장양이 쌀을, 하동태수 왕읍(王邑)이 비단을 공급하였다. 한섬·호재·이락은 모두 장군직에 가절(假節)을 받았으며 삼공처럼 개부하였다.
196년(건안 원년), 동승과 장양은 환도에 적극적이었던 반면 양봉과 이락은 미온적이었다. 2월, 동승은 한섬의 공격을 받고 야왕현(野王縣)의 장양에게로 피신했다. 호재와 양봉이 한섬을 치려다 헌제의 만류에 그만두었다. 5월, 양봉·이락·한섬도 환도에 동의해 낙양으로 길을 나섰다. 호재와 이락은 하동군에 남았다. 이후 자신에게 원한을 품은 이에게 살해당했다.

## 삼국지연의
사서가 아닌 소설 《삼국지연의》에서는 제13회에만 짤막하게 등장해 헌제 탈출전에서 전사하는 것으로 처리되었다.

## 참고 문헌
- 《후한서》72권 열전 제62 동탁전
- 《후한서》9권 본기 제9 효헌제기